# 정자동 (수원시)
정자동(亭子洞)은 경기도 수원시 장안구의 법정동이다. 장안구 남쪽에 위치해 있으며, 서쪽으로 율천동과 북쪽으로 파장동 등과 경계를 접하고 있다.

## 개요
‘정자’(亭子)라는 동 이름은 이 지역에 영화정(迎華亭)(일명 교구정, 交龜亭) 등의 정자가 있기 때문에 붙여진 것이라 전한다. 정자동은 본래 광주부 일용면 지역으로 1789년 수원부로 편입되었다. 1899년 발간된 《수원군읍지》에 "정자리(亭子里)"로 표기되어 있다.
1914년 4월 1일 일제에 의한 명칭 및 행정구역 변경 때 진목동, 천천동을 ‘천천리’라 하여 일형면 관할이 되었다. 1936년 10월 1일 일형면과 의왕면이 일왕면으로 통합되면서 일왕면 정자리가 되었다.
해방 후인 1949년 8월 15일 수원읍 지역이 수원부(수원시)로 승격되자, 이 지역은 화성군 일왕면 정자리로 개편되었다. 이후 1963년 1월 1일자(법률 제1175호)로 화성군 일왕면에서 수원시로 편입되었다. 이 때 파장리, 이목리, 율전리, 천천리 등과 함께 행정동인 파정동 관할이 되었다. 1983년 10월 1일 수원시 조례 제1139호에 의하여, 파정동이 파장동과 정자동으로 분리되었다. 1990년 1월 1일 수원시 조례 제1607호에 의하여, 정자1동과 정자2동으로 분리되었다. 1997년 12월 31일 정자지구내 아파트가 들어서면서 인구가 급증하여 2003년 2월 10일 자로 정자1동과 정자3동이 분리되었다.
정자 1동 일대는 해방 이래 SKC, SK케미컬의 대규모 공장과 그 외의 군소공장 및 창고, 그 주변의 군락들과 주택단지로 이뤄진 형태였으나, SK케미컬이 이전하고 그 부지에 대단지 아파트가 건설중이며 정자 111-1구역의 주택 재개발이 진행되는 등 택지지구로의 변화가 진행 중이다.

## 법정동
- 정자동
- 천천동 (정자3동; 일부)

## 교육

### 수원시장안구사립대학교
- 성균관대학교 자연과학캠퍼스

### 수원시장안구사립전문대학
- 동남보건대학교

## 아파트
| 단지명                   | 건설사                               | 시행사                               | 주소                      | 입주        | 비고                                    |
| ------------------------ | ------------------------------------ | ------------------------------------ | ------------------------- | ----------- | --------------------------------------- |
| 백설에듀빌               | 금호산업                             | 대한주택공사                         | 장안구 대평로89번길 32    | 2001년 8월  | '백설마을 주공 1단지'에서 단지명 변경   |
| 백설마을 주공 2단지      | 금호산업                             | 대한주택공사                         | 장안구 대평로89번길 10    | 2001년 8월  | 국민임대                                |
| 화서역 위너스파크        | ㈜신성                               | 대한주택공사                         | 장안구 천천로21번길 33    | 2002년 9월  | '청솔마을 주공 6단지'에서 단지명 변경   |
| 북수원 리버파크          | ㈜삼호                               | 대한주택공사                         | 장안구 천천로74번길 35    | 2002년 10월 | '대월마을 주공 8단지'에서 단지명 변경   |
| 연꽃마을 벽산            | 벽산건설                             | ㈜삼호건설                           | 장안구 정자천로189번길 40 | 2000년 6월  |                                         |
| 두견마을 벽산            | 벽산건설                             | 벽산건설㈜                           | 장안구 정자천로188번길 28 | 2000년 8월  |                                         |
| 정자 벽산블루밍          | 벽산건설                             | 송림아파트 주택재건축정비사업조합    | 장안구 파장로 53          | 2007년 4월  | 정자송림 재건축                         |
| 화서역 현대벽산          | 벽산개발㈜, 현대산업개발             | 벽산개발㈜, 현대산업개발             | 장안구 정자천로188번길 64 | 1999년 8월  |                                         |
| 백설마을 효성            | ㈜효성중공업 건설부문                | ㈜효성중공업 건설부문                |                           | 2000년 1월  |                                         |
| 백설마을 현대코오롱      | 코오롱건설 현대건설                  | 코오롱건설 현대건설                  | 장안구 만석로68번길 10    | 1999년 8월  |                                         |
| 백설마을 삼환진로        | 진로건설㈜ 삼환기업㈜                | 진로건설㈜ 삼환기업㈜                | 장안구 천천로22번길 34    | 1999년 11월 |                                         |
| 백설마을 동양고속·성지   | 동양고속건설 성지건설㈜              | 동양고속건설 성지건설㈜              | 장안구 정자천로133번길 26 | 1999년 10월 |                                         |
| 청솔마을 한라            | 한라건설㈜                           | 한라건설㈜                           |                           | 2001년 7월  |                                         |
| 청솔마을 SK한화          | 한화㈜ 건설부문 ㈜에스케이에코플랜트 | 한화㈜ 건설부문 ㈜에스케이에코플랜트 |                           | 2002년 1월  |                                         |
| 대월마을 대림진흥        | ㈜삼호, 진흥기업                     | ㈜삼호, 진흥기업                     |                           | 2001년 11월 |                                         |
| 정자 KT e편한세상        | 대림산업                             | ㈜케이티자산개발센터                 | 장안구 정자천로188번길 21 | 2008년 1월  |                                         |
| 북수원자이 렉스비아      | 지에스건설㈜                         | 111-1구역 주택재개발정비사업조합     | 장안구 장안로 271         | 2024년 3월  | 정자지구 재개발                         |
| 화서역 파크 푸르지오     | 대우건설                             | KT&G                                 | 장안구 대평로 27          | 2021년 8월  | 구 수원 연초제조창 재개발               |
| 화서역 푸르지오 브리시엘 | 대우건설                             | KT&G                                 | 장안구 수성로157번길 60   | 2023년 9월  | 구 수원 연초제조창 재개발               |
| 화서역 센트럴파크        | 한솔건설㈜ ㈜우방 영남건설㈜         | 한솔건설㈜ ㈜우방 영남건설㈜         | 장안구 정자천로189번길 47 | 1999년 8월  | '두견마을 영남우방한솔'에서 단지명 변경 |
| 연꽃마을 풍림            | 풍림산업                             | 풍림산업                             |                           | 1999년 11월 |                                         |